# William Swainson
William Swainson (8 ottobre 1789 – 6 dicembre 1855) è stato un ornitologo, entomologo e artista inglese.
Swainson nacque a Londra, come figlio maggiore di John Timothy Swainson. Era cugino del botanico Isaac Swainson. 
| Swainson è l'abbreviazione standard utilizzata per le piante descritte da William Swainson. Consulta l'elenco delle piante assegnate a questo autore dall'IPNI. |

| Swainson è l'abbreviazione standard utilizzata per le specie animali descritte da William Swainson. Categoria:Taxa classificati da William Swainson |